# هوت كوتور

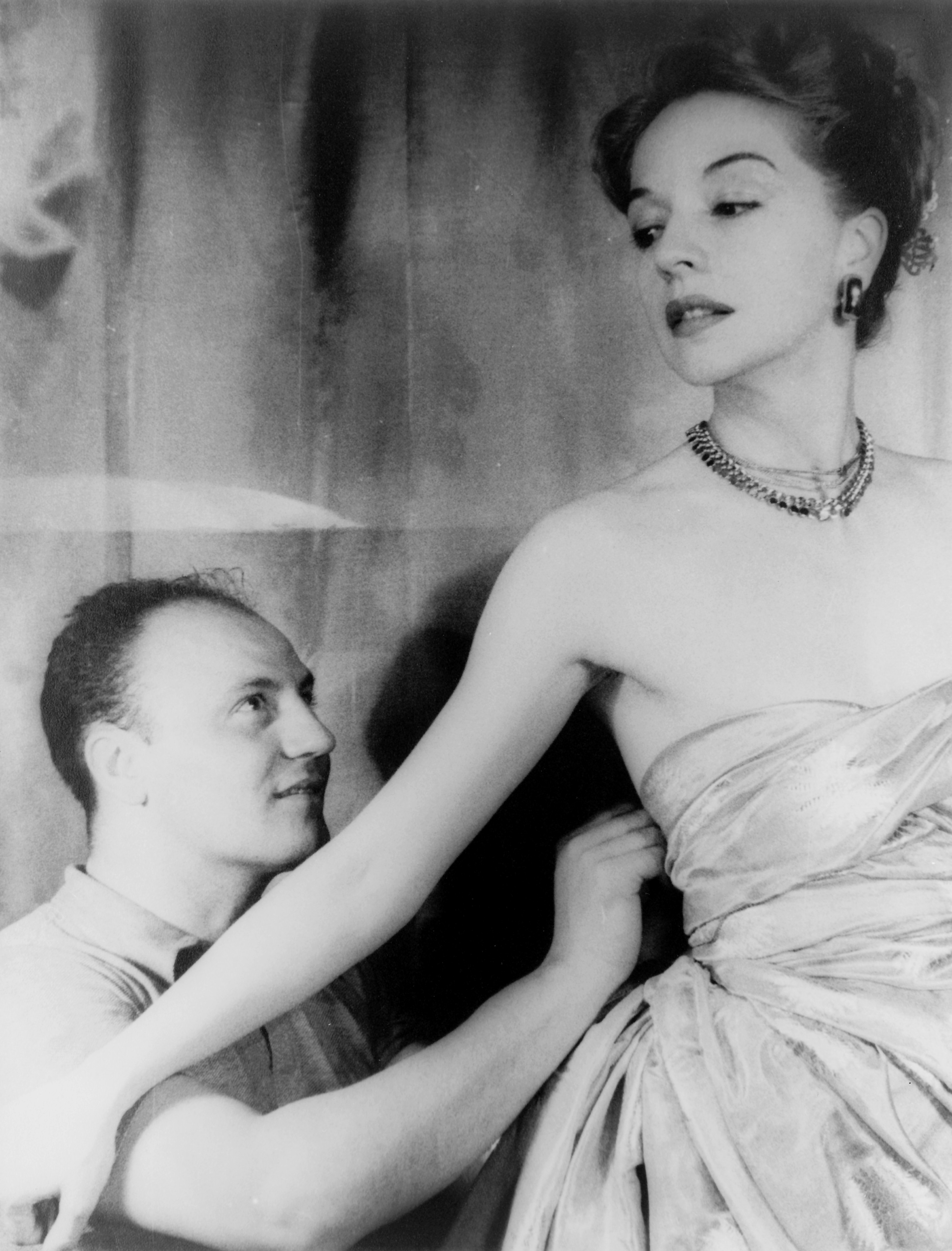
بيير باليمان يعدل فستان على العارضة روث فورد في العام 1947 (الصورة مأخوذة من قبل كارل فان فيجتين)

هوت كوتور (بالفرنسية: Haute couture)‏هي كلمة تعني «الخياطة الراقية» أو «آخر صيحات الموضة» وتشير إلى إنشاء خط ومجموعة من الأزياء الحصرية
يتم تصميم الأزياء التي تندرج ضمن تصنيف هوت كوتور حسب طلب عميل معين، وعادة ما تكون مصنوعة من القماش عالي الجودة والخامات المكلفة ومخيط باهتمام بالغ بالتفاصيل وعلى أيدي الخياطين الأكثر خبرة وقدرة، وغالبا ما يستغرق تحضير القطعة الواحدة وقتا طويلا. أحيانا يتم استخدام كلمة كوتور وحدها للدلالة على نفس المعنى والمفهوم. كلمة «هوت» تعني أنيق أو راقي ويتم تصميم وتنفيذ هذه الأزياء الراقية خصيصا لقياسات شخص معين وبما يتناسب مع جسمه.
في الأصل بدأت هذه الكلمة كي تشير إلى عمل الإنكليزي تشارلز فريدريك وورث الذي قام بتصميمه وإنتاجه في باريس في منتصف القرن التاسع عشر.
في فرنسا الحديثة ال«هوت كوتور» هو «اسم محمي» يمكن استخدامه فقط من قبل الشركات التي تتبع معايير معينة ومحددة بدقة. ومع ذلك، يتم استخدام مصطلح هوت كوتور لوصف جميع الأزياء الراقية والتي تم إنتاجها حسب معايير معينة وحصريا، سواء كانت تنتج في باريس أو في غيرها من عواصم الموضة مثل لندن وميلانو ونيويورك أو طوكيو.